# Йозеф Вілімек
Йозеф Ріхард Вілімек (чеськ. Josef Richard Vilímek 1 квітня 1835, Вамберк — 16 квітня 1911, Прага) — чеський письменник, журналіст, видавець, депутат чеського сейму. Засновник знаменитого Празького видавництва J.R Vilímek. Його племінником був художник Ян Вілімек.

## Життєпис
Навчався в німецькому Технічному університеті в Празі. З юності мав літературний талант і під псевдонімом Ян Велешовський публікував у різних журналах свої поетичні твори, казки і статті.
Закінчивши навчання, працював журналістом у празьких газетах. У зв'язку з викриттям зловживань влади, 1856 висланий із Праги. 1858 разом із Йозефом Сватеком заснував політико-сатиричний журнал Humoristické listy і того ж року — журнал Slovanské knihkupectví. Видавав низку інших журналів. Видавав календарі, альманахи та Ігри від Матея Копецького. Став успішним підприємцем.
1868 його обрали до чеського парламенту. 1872 відкрив власне видавництво Vilímek. 1885 передав видавничі справи синові, а сам і далі редагував журнал Humoristické listy до 1906 року.
Помер у Празі в 1911 році.

## Вибрані публікації
- Ze zašlých dob: vzpomínky Jos. R. Vilimka St (1908)